# Европско првенство у атлетици у дворани 1987 — скок удаљ за жене
Такмичење у скоку удаљ у женској конкуренцији на 18. Европском првенству у атлетици у дворани 1987. године одржано је 22. фебруара у Лијевену (Француска).
Титулу европске првакиње освојену на Европском првенству у дворани 1986. у Мадриду одбранила је Хајке Дрекслер из Источне Немачке.

## Земље учеснице
Учествовало је 9. скакачица удаљ из 7 земаља.
1. Западн7 Немачка (1)
2. Источна Немачкао (1)
3. Италија (1)
4. Пољска (1)
5. Совјетски Савез (2)
6. Француска (2)
7. Холандија (1)

## Рекорди
| Рекорди пре почетка Европског првенства у дворани 1987.     | Рекорди пре почетка Европског првенства у дворани 1987. | Рекорди пре почетка Европског првенства у дворани 1987. | Рекорди пре почетка Европског првенства у дворани 1987. | Рекорди пре почетка Европског првенства у дворани 1987. | Рекорди пре почетка Европског првенства у дворани 1987. |
| ----------------------------------------------------------- | ------------------------------------------------------- | ------------------------------------------------------- | ------------------------------------------------------- | ------------------------------------------------------- | ------------------------------------------------------- |
| Светски рекорд                                              | Хајке Дрекслер                                          | Источна Немачка                                         | 7,29                                                    | Лијевен (Француска).                                    | 25. јануар 1986.                                        |
| Европски рекорд у дворани                                   | Хајке Дрекслер                                          | Источна Немачка                                         | 7,29                                                    | Лијевен (Француска).                                    | 25. јануар 1986.                                        |
| Рекорди европских првенстава у дворани                      | Хајке Дрекслер                                          | Источна Немачка                                         | 7,18                                                    | Мадрид, Шпанија                                         | 12. фебруар 1965.                                       |
| Најбољи светски резултат сезоне у дворани                   | Галина Чистјакова                                       | Совјетски Савез                                         | 7,12                                                    | Москва, Совјетски Савез                                 | 21. фебруар 1987.                                       |
| Најбољи европски резултат сезоне у дворани                  | Галина Чистјакова                                       | Совјетски Савез                                         | 7,12                                                    | Москва, Совјетски Савез                                 | 21. фебруар 1987.                                       |
| Рекорди после завршеног Европског првенства у дворани 1981. |                                                         |                                                         |                                                         |                                                         |                                                         |
| Најбољи светски резултат сезоне у дворани                   | Хајке Дрекслер                                          | Источна Немачка                                         | = 7,12                                                  | Лијевен (Француска).                                    | 14. фебруар 1987.                                       |
| Најбољи европски резултат сезоне у дворани                  | Хајке Дрекслер                                          | Источна Немачка                                         | = 7,12                                                  | Лијевен (Француска).                                    | 14. фебруар 1987.                                       |

## Најбољи европски резултати у 1987. години
Десет најбољих европских такмичарки скоку удаљ у дворани 1987. године пре почетка првенства 20. фебруара 1987), имале су следећи пласман на европској и светској ранг листи. (СРЛ)  
| 1.  | Галина Чистјакова       | Совјетски Савез | 7,12 | 14. фебруар | 1. СРЛ |
| 2.  | Хелга Радке             | Источна Немачка | 7,03 | 1. фебруар  | 2. СРЛ |
| 3.  | Хајке Дрекслер          | Источна Немачка | 7,02 | 7. фебруар  | 3. СРЛ |
| 4.  | Nijole Медведева        | Совјетски Савез | 7,01 | 7. фебруар  | 4. СРЛ |
| 5.  | Јелена Белевска         | Совјетски Савез | 7,01 | 7. фебруар  | 5. СРЛ |
| 6.  | Вали Јонеску−Константин | Румунија        | 6,88 | 17. фебруар | 6. СРЛ |
| 7.  | Ирена Оженко            | Совјетски Савез | 6,88 | 6. фебруар  | 6. СРЛ |
| 8.  | Маријета Илку           | Румунија        | 6,88 | 7. фебруар  | 6. СРЛ |
| 9.  | Јелена Медведјева       | Совјетски Савез | 6,83 | 10. јануар  | 9. СРЛ |
| 10. | Лариса Бережна          | Совјетски Савез | 6,83 | 10. јануар  | 9. СРЛ |

Такмичарке чија су имена подебљана учествовале су на ЕП.

## Освајачице медаља
|                                |                                   |                                 |
| Хајке Дрекслер Источна Немачка | Галина Чистјакова Совјетски Савез | Јелена Белевска Совјетски Савез |

## Резултати

### Финале
Одржано је само финално такмичење јер је укупно учествовало 9 атлетичарки.
| Пласман | Атлетичарка       | Земља           | ЛР      | ЛРС  | Резултат | Белешка |
| ------- | ----------------- | --------------- | ------- | ---- | -------- | ------- |
|         | Хајке Дрекслер    | Источна Немачка | 7,29 СР | 7,02 | 7,12     |         |
|         | Галина Чистјакова | Совјетски Савез | 7,25    | 7,12 | 6,89     |         |
|         | Јелена Белевска   | Совјетски Савез | 7,01    | 7,01 | 6,76     |         |
| 4.      | Едине ван Хезик   | Холандија       |         |      | 6,63     | НР      |
| 5.      | Агата Качмарек    | Пољска          | 6,69    | 6,69 | 6,57     |         |
| 6.      | Антонела Каприоти | Италија         | 6,57    | 6,57 | 6,45     |         |
| 7.      | Моника Хирш       | Западна Немачка | 6,68    |      | 6,43     |         |
| 8.      | Надин Дебоа       | Француска       | 6,81    | 6,57 | 6,45     |         |
| 9.      | Каролин Мисудан   | { Француска     |         |      | 5,79     |         |

Подебљани лични рекорди су и национални рекорди земље коју атлетичарка представља

## Укупни биланс медаља у скоку удаљ за жене после 18. Европског првенства у дворани 1970—1987.
|     | Земља                |    |    |    |    |
| --- | -------------------- | -- | -- | -- | -- |
| 1.  | Западна Немачка      | 4  | 4  | 2  | 10 |
| 2.  | Чехословачка         | 3  | 5  | 1  | 9  |
| 3.  | Источна Немачка      | 3  | 3  | 3  | 9  |
| 4.  | Совјетски Савез      | 2  | 2  | 3  | 7  |
| 5.  | Румунија             | 2  | 0  | 3  | 5  |
| 6.  | Пољска               | 1  | 1  | 2  | 4  |
| 7.  | Швајцарска           | 1  | 1  | 1  | 3  |
| 8.  | Уједињено Краљевство | 1  | 0  | 1  | 2  |
| 9.  | Бугарска             | 1  | 0  | 0  | 1  |
| 10. | Мађарска             | 0  | 2  | 0  | 2  |
| 11. | Италија              | 0  | 0  | 1  | 1  |
| 11. | Шведска              | 0  | 0  | 1  | 1  |
|     | Укупно {12}          | 18 | 18 | 18 | 54 |

| 1.  | Јармила Нигринова   | Чехословачка    | 2 | 3 | 1 | 6 |
| 2.  | Хајке Дрекслер      | Источна Немачка | 2 | 0 | 2 | 4 |
| 3.  | Ева Муркова         | Чехословачка    | 1 | 2 | 0 | 3 |
| 4.  | Мета Антенен        | Швајцарска      | 1 | 1 | 1 | 3 |
| 5.  | Хајде Розендал      | Западна Немачка | 1 | 1 | 0 | 2 |
| 5.  | Галина Чистјакова   | Совјетски Савез | 1 | 1 | 0 | 2 |
| 5.  | Лидија Алфејева     | Совјетски Савез | 1 | 1 | 0 | 2 |
| 5.  | Карин Хенел         | Западна Немачка | 1 | 1 | 0 | 2 |
| 9.  | Виорика Вископољану | Румунија        | 1 | 0 | 1 | 2 |
| 9.  | Сабине Евертс       | Западна Немачка | 1 | 0 | 1 | 2 |
| 11. | Илдико Ердељи       | Мађарска        | 0 | 2 | 0 | 2 |
| 12. | Хелга Ратке         | Источна Немачка | 0 | 1 | 1 | 2 |
| 13. | Мирослава Сарна     | Пољска          | 0 | 0 | 2 | 2 |